# Zakonodavna vlast
Zakonodavna vlast ili legislativa je naziv za granu vlasti čija je funkcija donošenje zakona.
U modernim demokratskim državama ovaj dio vlasti nalazi se u rukama predstavničkog tijela, tj. parlamenta, iako pod određenim uvjetima zakonodavne ovlasti mogu preuzeti i predstavnici izvršne vlasti i sudske vlasti. 
Zakonodavno tijelo je u liberalno-demokratskim državama opće predstavničko tijelo, tj. sastoji se od demokratski izabranih predstavnika građana. Predstavnici se u parlament biraju na neposrednim izborima, a parlament predstavlja oličenje volje naroda koja se izražava kroz donošenje zakona. Zakoni su po pravilu opći, odnose se na buduće situacije, ne smiju imati povratno (retrogradno) djelovanje, a sve to u cilju ostvarivanja pravne sigurnosti građana. U nekim zemljama zakonodavno tijelo sastoji se iz dva doma: donjeg doma tj. predstavničkog doma i gornjeg doma. Ako se radi o federaciji, gornji dom predstavlja dražave članice, a može biti i da je gornji dom zadržan iz tradicionalnih razloga, ili neke vrste kontrole donjeg doma, kako bi se izbjeglo donošenje pogrešnih odluka. Zakonodavna vlast donosi zakone koji obavezuju svakoga, pa i samu vlast, čime se osigurava vladavina prava.